# Modulo di distanza
In astronomia, per modulo di distanza (abbreviato con la lettera greca {\displaystyle \mu } o con DM, acronimo dell'espressione inglese distance modulus) s'intende la differenza tra la magnitudine apparente (m) e la magnitudine assoluta (M) di un corpo celeste:
{\displaystyle \mu \equiv DM=m-M}
L'unità di misura del modulo di distanza è la magnitudine (mag), essendo ottenuto dalla differenza di due magnitudini.

## Utilizzi
In genere, il modulo di distanza viene usato per esprimere la distanza di altre galassie, relativamente vicine, rispetto a noi. Per esempio, la Grande Nube di Magellano ha un modulo di distanza pari a 18,5 mag, mentre per la galassia di Andromeda il modulo di distanza risulta essere circa 24,4 mag. Se consideriamo invece la galassia NGC 4548 nell'ammasso della Vergine, il suo modulo di distanza risulta essere circa 31,0 mag. Per oggetti molto lontani, l'uso del modulo di distanza è poco conveniente e si preferiscono usare i multipli del parsec, ad esempio il megaparsec.
Nel caso della Grande Nube di Magellano il valore del modulo di distanza indica che la supernova SN 1987A, che ha un picco di magnitudine apparente di 2,8, ha una magnitudine assoluta di -15,7 che è bassa per una supernova standard.

## Esempi utili
Il modulo di distanza viene usato in astronomia per questioni pratiche: una volta noto il suo valore e quello della magnitudine apparente, è possibile infatti ricavare, invertendo la formula indicata sopra, la magnitudine assoluta di un corpo celeste. Un esempio. Consideriamo un oggetto come la supernova SN1987A che si trova nella Grande Nube di Magellano e il cui picco di magnitudine apparente è stato di 2.8 mag. Sapendo che il modulo di distanza della Grande Nube di Magellano è 18.5 mag si ottiene che la magnitudine assoluta della supernova in corrispondenza del suo massimo di luminosità è stata di -15.7 (ovvero 2.8 - 18.5) mag.
Un altro esempio si ha quando, misurata la magnitudine apparente di un oggetto e conoscendone la magnitudine assoluta (ad esempio perché è una candela standard) è possibile ricavare la sua distanza.

## Relazione tra distanza e modulo di distanza
Per trovare la relazione tra distanza e modulo di distanza dobbiamo partire dalla definizione di magnitudine, o meglio, dalla definizione di differenza tra due magnitudini apparenti:
{\displaystyle m_{1}-m_{2}=-2.5\log _{10}\left({\frac {F_{1}}{F_{2}}}\right)}
dove {\displaystyle F_{1}} e {\displaystyle F_{2}} sono i flussi osservati relativi, rispettivamente, alla magnitudine apparente {\displaystyle m_{1}} e {\displaystyle m_{2}}. Questa formula dice che la differenza tra due magnitudini è legata al rapporto dei rispettivi flussi.  In generale, le magnitudini {\displaystyle m_{1}} e {\displaystyle m_{2}} (ed i corrispondenti flussi) si possono riferire sia a magnitudini della stessa sorgente in due diversi filtri, sia a magnitudini nello stesso filtro per due sorgenti differenti.
Ora, dato che la luminosità, {\displaystyle L}, di un corpo celeste è legata al flusso osservato della stessa attraverso l'inverso del quadrato della distanza, {\displaystyle d}, dell'osservatore dalla sorgente:
{\displaystyle F={\frac {L}{4{\pi }d^{2}}}}
è possibile riscrivere il rapporto dei flussi in funzione delle luminosità e delle distanze:
{\displaystyle {\frac {F_{1}}{F_{2}}}=\left({\frac {L_{1}}{4\pi d_{1}^{2}}}\right)\left({\frac {4\pi d_{2}^{2}}{L_{2}}}\right)={\frac {L_{1}\,d_{2}^{2}}{d_{1}^{2}L_{2}}}}
in cui {\displaystyle L_{1}} e {\displaystyle L_{2}}, {\displaystyle d_{1}} e {\displaystyle d_{2}} sono le luminosità e le distanze delle due sorgenti luminose. Sostituendo l'equazione del rapporto tra i flussi nell'equazione della differenza tra magnitudini e sostituendo alla magnitudine {\displaystyle m_{2}} la magnitudine assoluta del corpo celeste in esame, otteniamo:
{\displaystyle m-M=2.5\,\log _{10}{{\left({\frac {d}{10\ \mathrm {pc} }}\right)}^{2}}=-5+5\log _{10}d}
da cui è possibile ricavare il valore della distanza in parsec una volta noto il modulo di distanza del corpo celeste:
{\displaystyle d=10^{0.2\,(m-M+5)}=10^{0.2\,DM+1}}
L'incertezza sulla distanza in parsec (δd) può essere calcolata dall'incertezza sul modulo di distanza (δμ) utilizzando:
{\displaystyle \delta d=0.2\ln(10)10^{0.2\mu +1}\delta \mu \approx 0.461d\ \delta \mu }
che è derivata in base alle tecniche standard sulla determinazione degli errori.

## Effetti sul modulo di distanza
Uno dei fattori che incidono maggiormente sulla determinazione del modulo di distanza è l'arrossamento delle radiazione causato dal mezzo (interstellare o intergalattico) che la luce incontra lungo il viaggio che essa compie dalla sorgente all'osservatore.
A causa dell'arrossamento, si usa distinguere il modulo di distanza non corretto in un certo filtro {\displaystyle \Delta \lambda }, {\displaystyle {(m-M)}_{\Delta \lambda }}, dal modulo di distanza corretto o vero, {\displaystyle {(m-M)}_{0}}. I due moduli di distanza sono legato tra loro dalla relazione
{\displaystyle (m-M)_{0}=(m-M)_{\Delta \lambda }-E(B-V)\,*\,A_{\Delta \lambda }}
dove {\displaystyle E(B-V)} è detto eccesso di colore e {\displaystyle A_{\Delta \lambda }} fattore di estinzione.